# 33
سنة 33 م (بالأرقام الرومانية: XXXIII) كانت سنة بسيطة تبدأ يوم الخميس (الرابط يظهر نموذج الجدول الزمني الكامل للسنة) من التقويم اليولياني. بدأت تسمية السنة ب33 منذ العصور الوسطى المبكرة، عندما أصبح تقويم أنو دوميني هو الأسلوب السائد في أوروبا لتسمية السنوات.

## أحداث
- ماركوس سولبيكيوس غالبا يصبح قنصلا على روما.[1]

## مواليد
- بوديكا

## وفيات
- صلب يسوع الناصري من قِبل القوات الرومانية.